# Мухамед Јусуфспахић
Мухамед Хамди Јусуфспахић (Београд, 28. новембар 1968) председник је Врховног сабора Исламске заједнице Србије, амбасадор Републике Србије у Саудијској Арабији и бивши муфтија србијански и заменик реис-ул-улеме Исламске заједнице Србије.

## Биографија
Рођен је у Београду 1968. године, а одрастао је на Дорћолу. Један је од тројице деце Хамдије Јусуфспахића, који је у то време био муфтија београдски, и египатске Арапкиње Набиле, која је дипломирала у првој генерацији Исламског факултета и била први исламски теолог у Југославији.
Основну школу завршио је у Београду, медресу (исламску средњу школу) у Сарајеву, Факултет исламско-арапских наука такође у Сарајеву, а затим је магистрирао на исламским студијама у Каиру. Почетком деведесетих година прошлог века оженио се Српкињом Горданом, са којом има два сина, Амара и Ахмеда, и кћерку Сару.
За себе каже да је по вери муслиман, по рођењу Београђанин и Дорћолац, а по убеђењу Србијанац. Такође је изјавио да говори српским језиком и да је српски патриота „који припада Алаху”, те да је био лични пријатељ са покојним председником Слободаном Милошевићем и да јесте лични пријатељ са лидером српских радикала Војиславом Шешељем и бившим председницима Томиславом Николићем и Борисом Тадићем. Када је реч о положају муслимана у Србији, Јусуфспахић сматра да су они у Србији слободни и уживају сва права.
Свог оца Хамдију наследио је 2008. године на месту србијанског муфтије. Ту дужност, као и дужност заменика реис-ул-улеме Исламске заједнице Србије, обављао је до јуна 2016. године, када је разрешен тих дужности на седници Врховног сабора Исламске заједнице Србије која је одржана у Новом Пазару и једногласно изабран за председника Врховног сабора Исламске заједнице Србије. Том приликом разрешен је дужности комплетан ријасет Исламске заједнице Србије на челу са реис-ул-улемом Адемом Зилкићем. За новог србијанског муфтију постављен је Абдулах Нуман. Изабрани су и нови муфтија санџачки (Хасиб Суљовић) и нови муфтија прешевски (Неџмедин Сћипи). До избора новог реис-ул-улеме одлучено је да Исламску заједницу Србије водити повереништво сачињено од тројице муфтија (србијанског, санџачког и прешевског). Сеад Нусуфовић је изабран за новог реис-ул-улему 2. јула 2016. године, а свечано је устоличен у Бајракли џамији у Београду.
Током званичне церемоније 5. марта 2018. године, Јусуфспахић је предао акредитивно писмо краљу Селману бин Абдул Азизу, слуги двају часних храмова чиме је и званично постао први амбасадор Републике Србије у Краљевини Саудијској Арабији.

## Односи са Исламском заједницом у Србији
Када је у Србији 2007. године дошло до раскола унутар исламске заједнице, формирана је Исламска заједница Србије са седиштем у Београду и Исламска заједница у Србији са седиштем у Новом Пазару. Тада је Мухамед Јусуфспахић изабран за заменика реис-ул-улеме Исламске заједнице Србије, док је његов отац Хамдија изабран за реис-ул-улему. Када је 2008. године Хамдија Јусуфспахић пензионисан, постављен је за доживотног почасног реис-ул-улему Исламске заједнице Србије, док је за новог реис-ул-улему изабран Адем Зилкић.
Од 2007. године често долази до сукоба између Мухамеда Јусуфспахића и Муамера Зукорлића, који је оптужио породицу Јусуфспахић да је одговорна за раскол у исламској заједници. Мухамед Јусуфспахић, са друге стране, истиче „да су раскол међу муслиманима изазвали они који их деле по националној основи и окрећу их од матичне Србије.“